# Alcázar andalusí de Córdoba

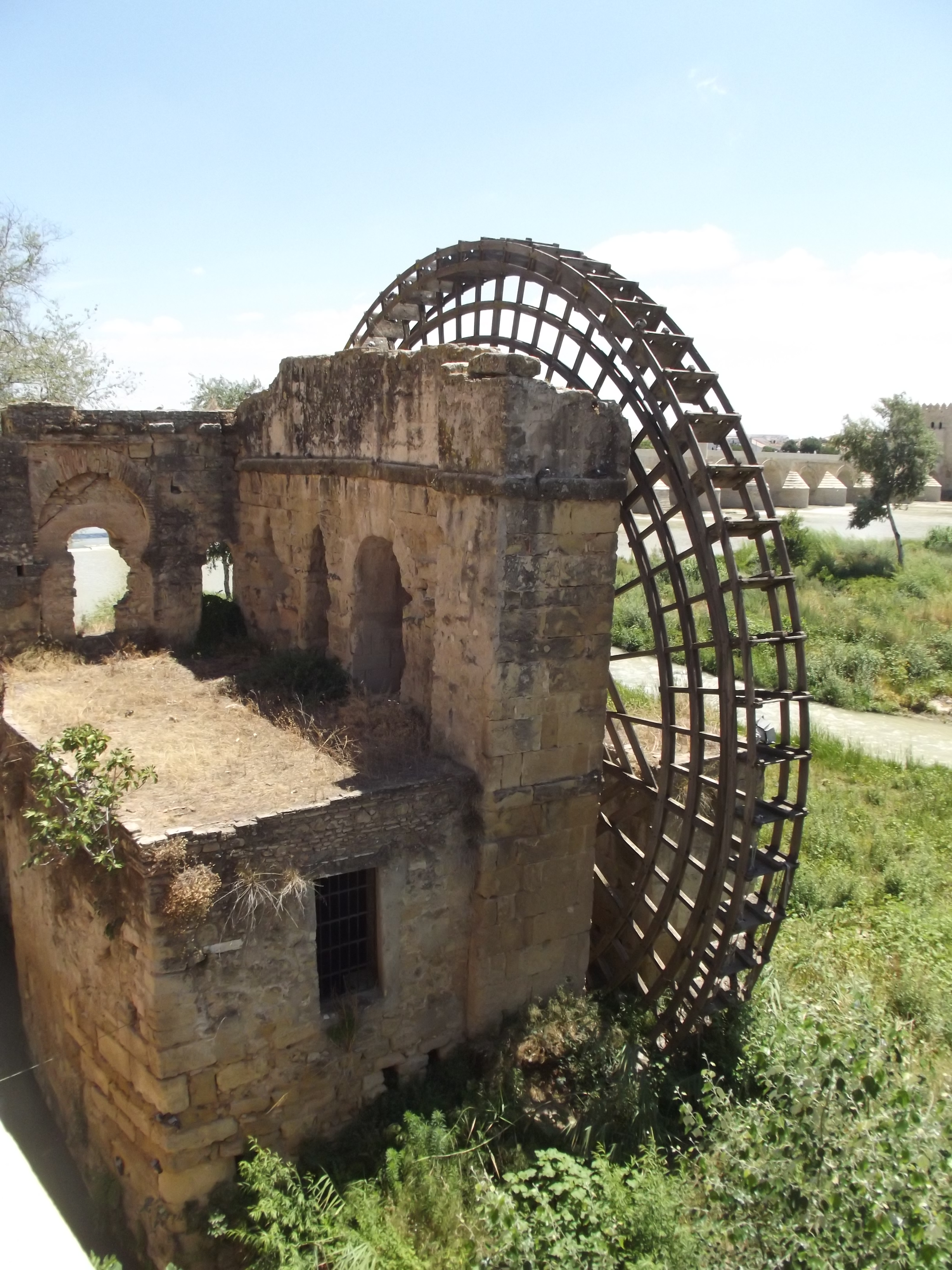
La noria de la Albolafia fue la encargada de transportar agua del río Guadalquivir a los jardines del Alcázar, posiblemente proyectada por Abderramán II.

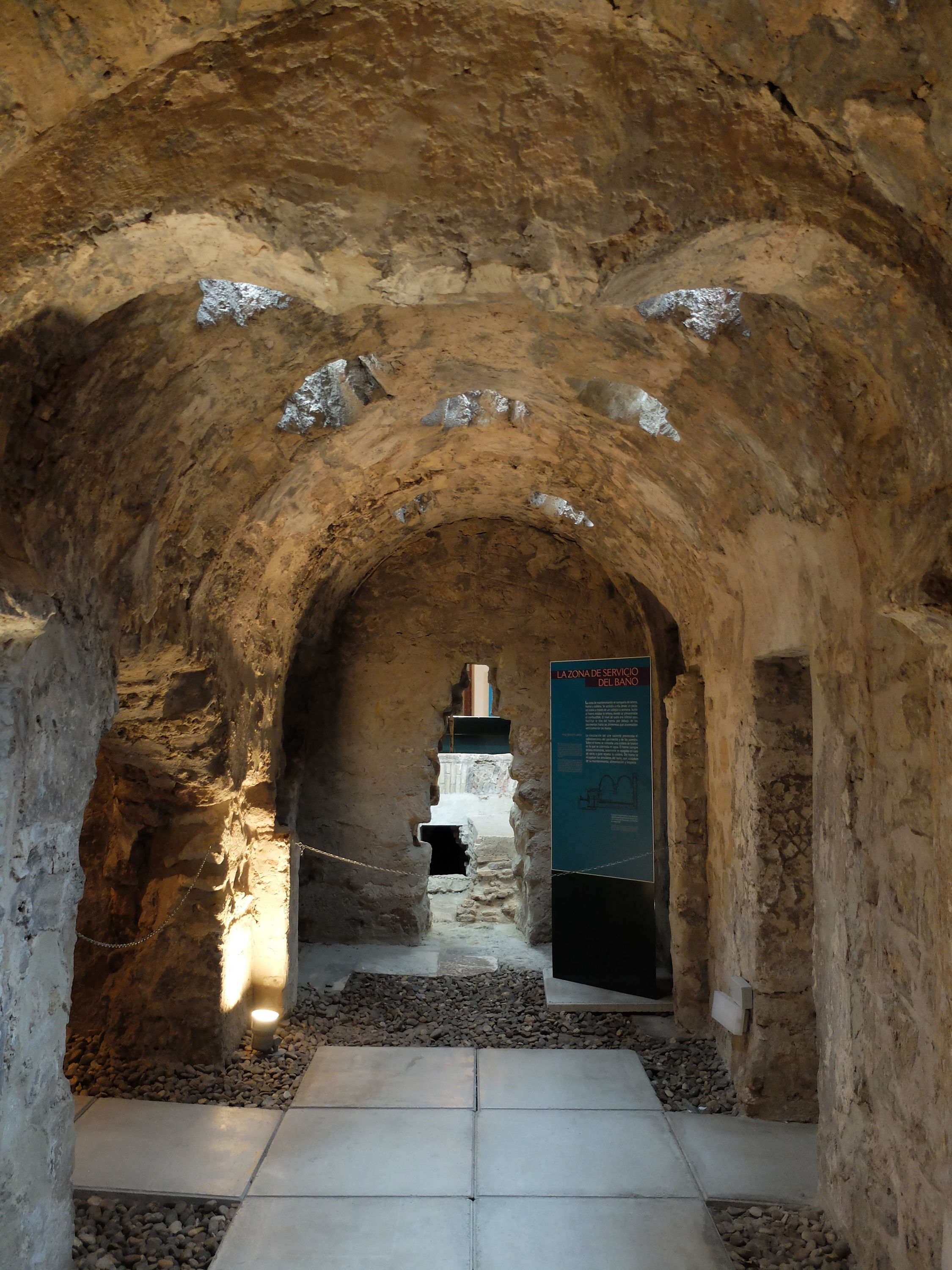
Interior de la sala caliente de los Baños califales.

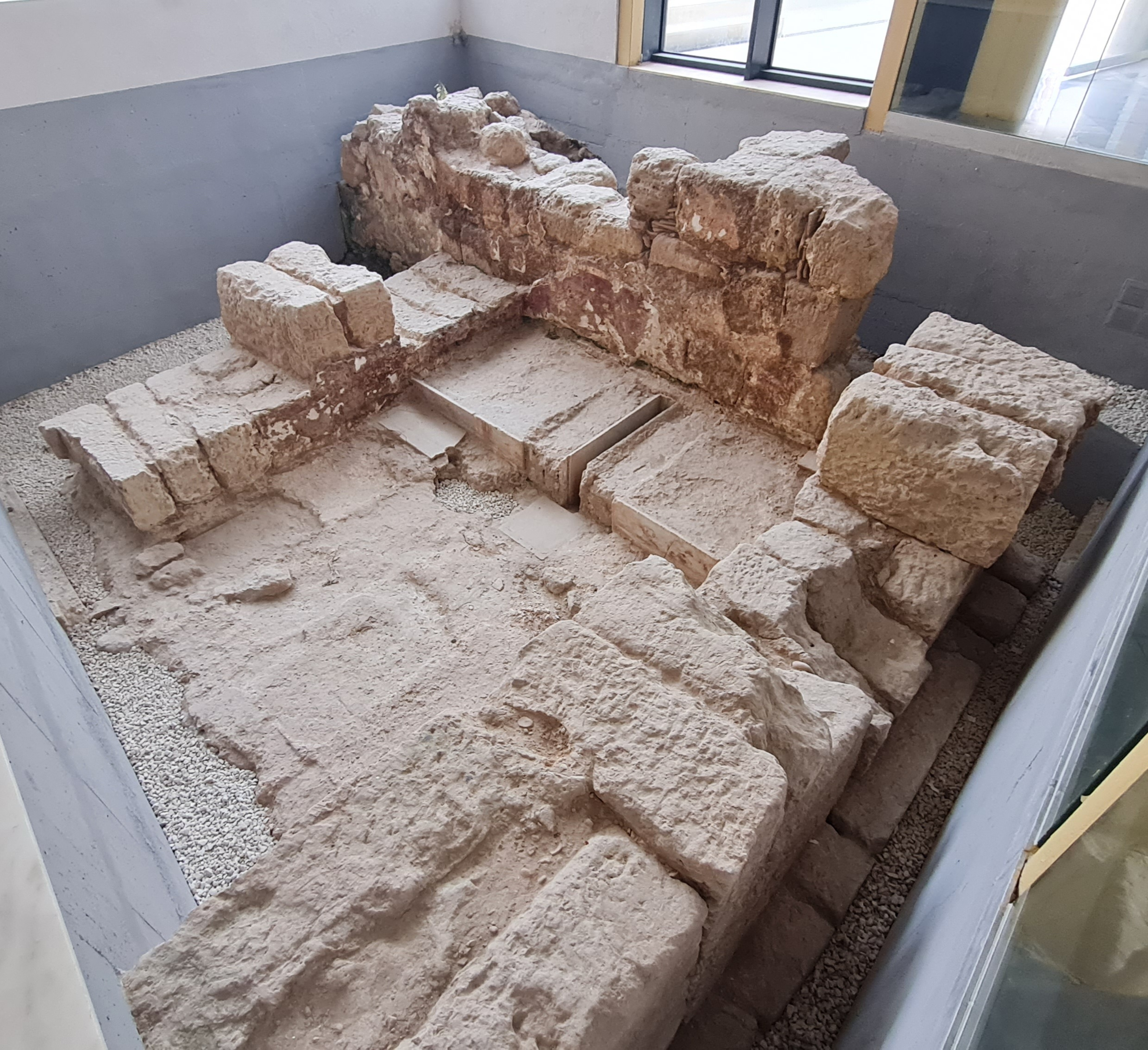
En 2019 se descubrió una letrina del Alcázar andalusí en el interior del Palacio episcopal de Córdoba.

El alcázar andalusí de Córdoba, también llamado alcázar omeya, fue un palacio y fortaleza hispanomusulmana situada en Córdoba, España. El término alcázar andalusí ha venido a sustituir al tradicional de alcázar califal debido a que fue residencia real tanto del Emirato (756-929) como del Califato de Córdoba (929-1031), así como de otros gobernadores musulmanes hasta la conquista cristiana de 1236.
El alcázar estaba compuesto de una serie de construcciones heterogéneas que iban desde las dependencias privadas de emires, califas y sus allegados a las áreas destinadas al servicio, pasando por los diferentes despachos oficiales desde donde se gobernaba al-Ándalus, todas ellas rodeadas por una muralla con una extensión de 39.000 m². Actualmente han sobrevivido pocos restos como los Baños califales, convertidos en museo, mientras que el espacio remanente se ocupó por el Alcázar de los Reyes Cristianos, el Palacio Episcopal, el Seminario de San Pelagio y la plaza del Campo Santo de los Mártires. En septiembre de 2019 se descubrió una letrina del Alcázar andalusí en el interior del Palacio episcopal.

## Historia
El Reino visigodo de Toledo habían construido un palacete sobre el antiguo castellum romano y tras la conquista de Hispania por los musulmanes en 711, los gobernadores elegidos por el califato omeya de Damasco decidieron establecerse en Sevilla. Sin embargo, seis años más tarde el gobernador al-Hurr trasladó la capital de al-Ándalus a Córdoba y se trasladó al antiguo palacio visigodo, conocido en las fuentes árabes como Balāt al-Lūdriq. Esta estructura se encontraba muy cerca del Puente romano.
Los omeyas cayeron ante la Revolución abasí de 750, aunque el último superviviente de la dinastía, Abderramán I, escapó a Córdoba y estableció su Emirato independiente en todo al-Ándalus en 756. Abderramán al principio se instaló en varias almunias a las afueras de la ciudad, siendo la más conocida la de Arruzafa.

### Residencia real
Esta residencia quizás pudo tener orígenes romano-visigodos y fue adaptada por el bereber Razin al-Burnusi, aunque tras una conspiración contra el emir en 784, Abderramán decidió mudarse al interior de la ciudad, creando el nuevo alcázar andalusí, asimismo, también comenzó la construcción de la nueva Mezquita aljama. Abderramán III y sus sucesores, que en 929 declararon el Califato cordobés, construyeron y convirtieron el alcázar en residencia real y sede de poder de al-Ándalus. Durante este periodo la ciudad floreció como un centro político y cultural y el Alcázar se expandió en un gran área que albergaba baños, jardines y la biblioteca más grande de Europa occidental. Abderramán II (822-852) fue el responsable de aumentar el suministro de agua a la ciudad y a los jardines del palacio usando norias desde el río Guadalquivir, siendo especialmente conocida la noria de la Albolafia, cuyo acueducto trasportaba el agua. De la configuración del alcázar solo conocemos los nombres de algunos de sus palacios y jardines gracias al historiador al-Maqqari, quién recogió la información de ibn Baskuwal.

Los emires construyeron en su alcázar verdaderas maravillas; levantaron monumentos extraordinarios y bellos jardines que regaron con aguas traídas desde la serranía de Córdoba.

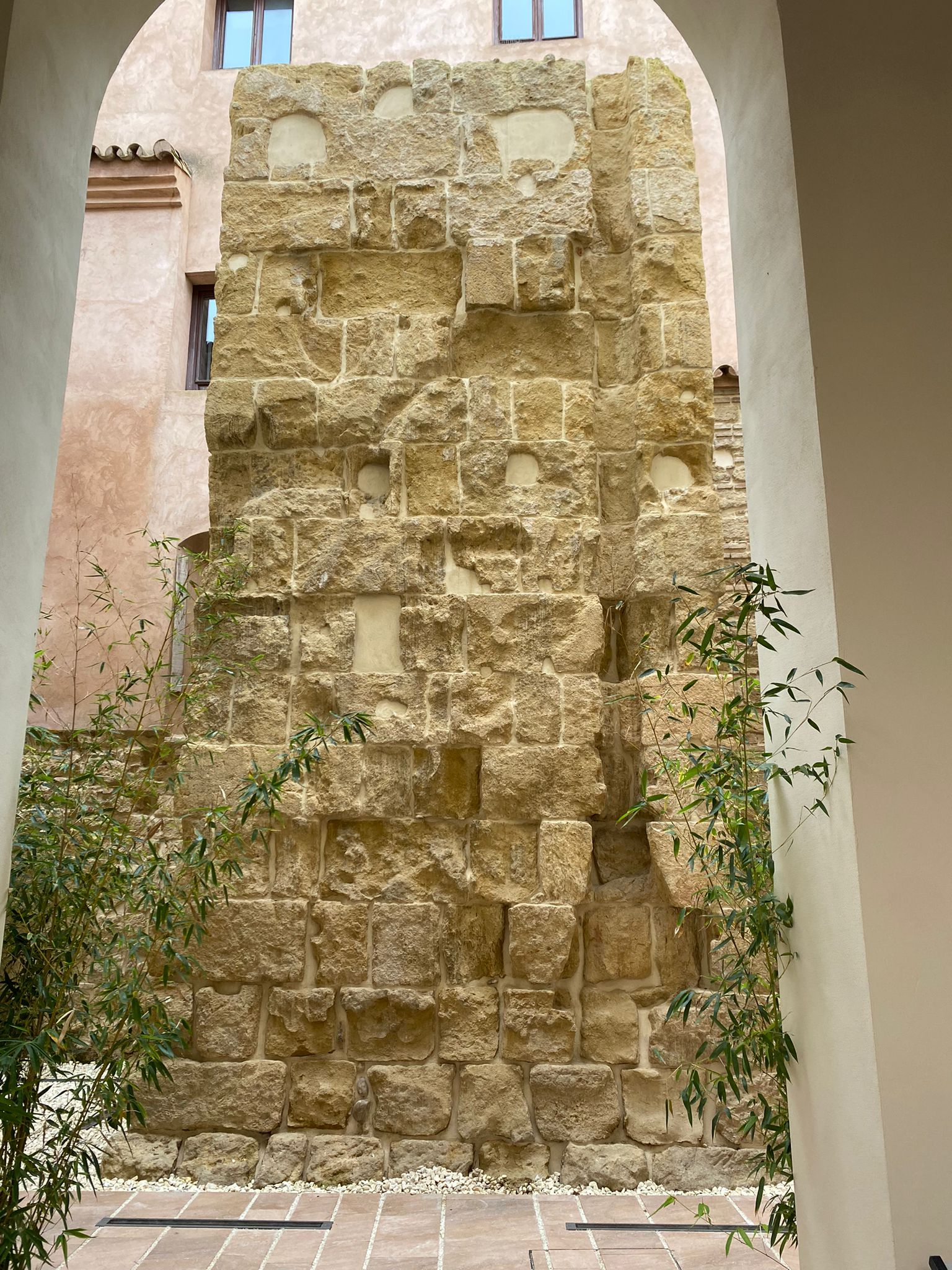
Parte de la muralla del alcázar andalusí conservada en el interior del Palacio de Congresos de Córdoba

El complejo palaciego también estaba equipado de un hammám, actualmente conocido como Baños califales, que datan del reinado del califa al-Hakam II (961-976) y que fueron ampliados posteriormente por los almohades (siglo XII).

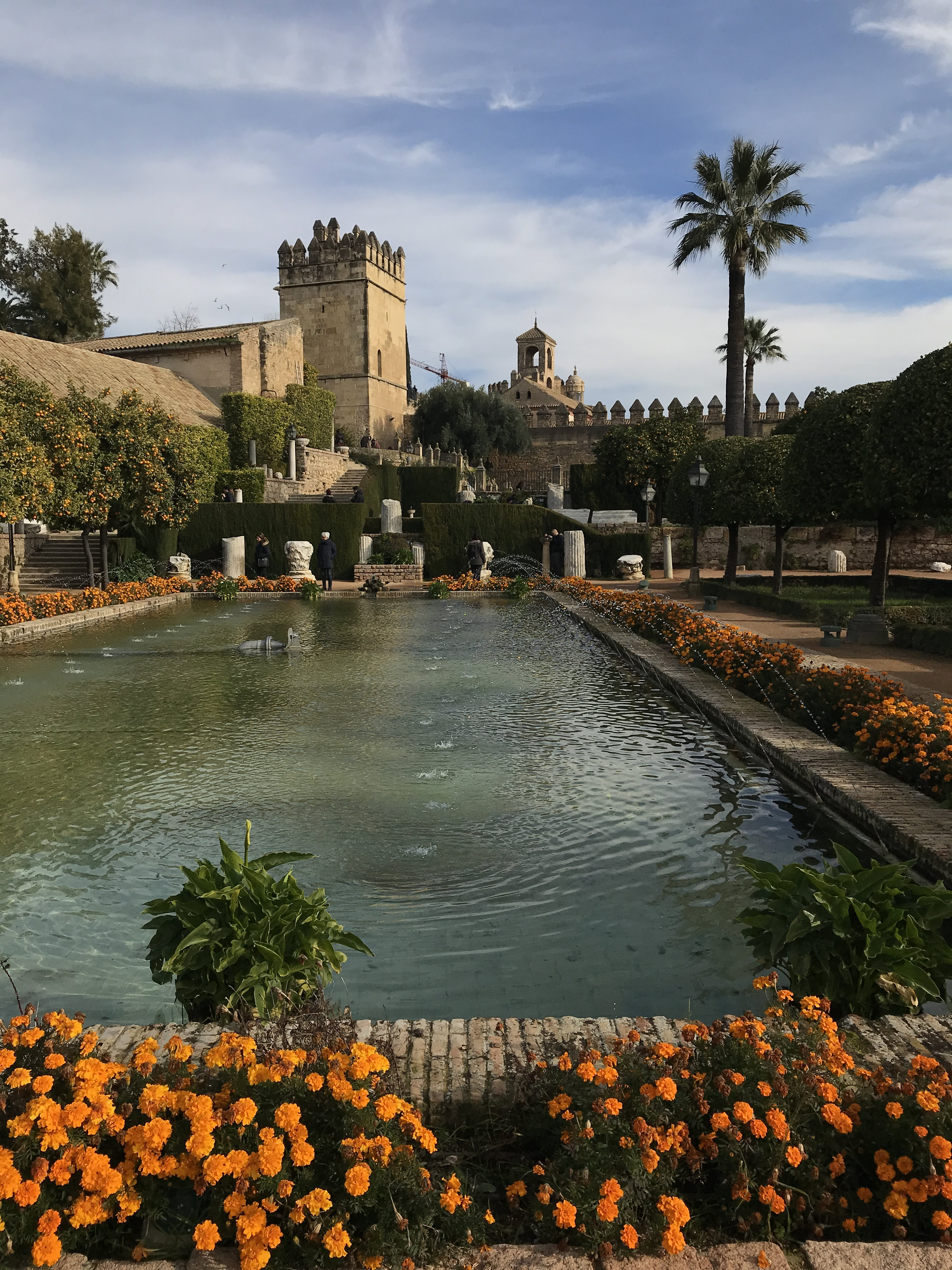
Parte del antiguo Alcázar andalusí fue utilizado tras la conquista cristiana (1236) para construir el Alcázar de los Reyes Cristianos.

En el siglo X la sede de poder gubernamental fue trasladada a Medina Azahara, construida por el califa Abderramán III a las afueras de la ciudad. A pesar de ello, el Alcázar conservó su importancia. El califa realizó varios proyectos en el mismo, como nuevas infraestructuras hidráulicas y posiblemente la Dar al-Rawda o Casa del Jardín que, por su nombre, pudo estar localizada cerca de la rauda o cementerio real. La caída del Califato hizo que Medina Azahara acabara en ruinas, por lo que la sede de poder regresó al Alcázar, donde residieron los gobernadores de los regímenes posteriores. El rey al-Mutámid se alojó en el Alcázar cuando anexionó la ciudad a la Taifa de Sevilla, sobre el año 1070.

### Conquista cristiana

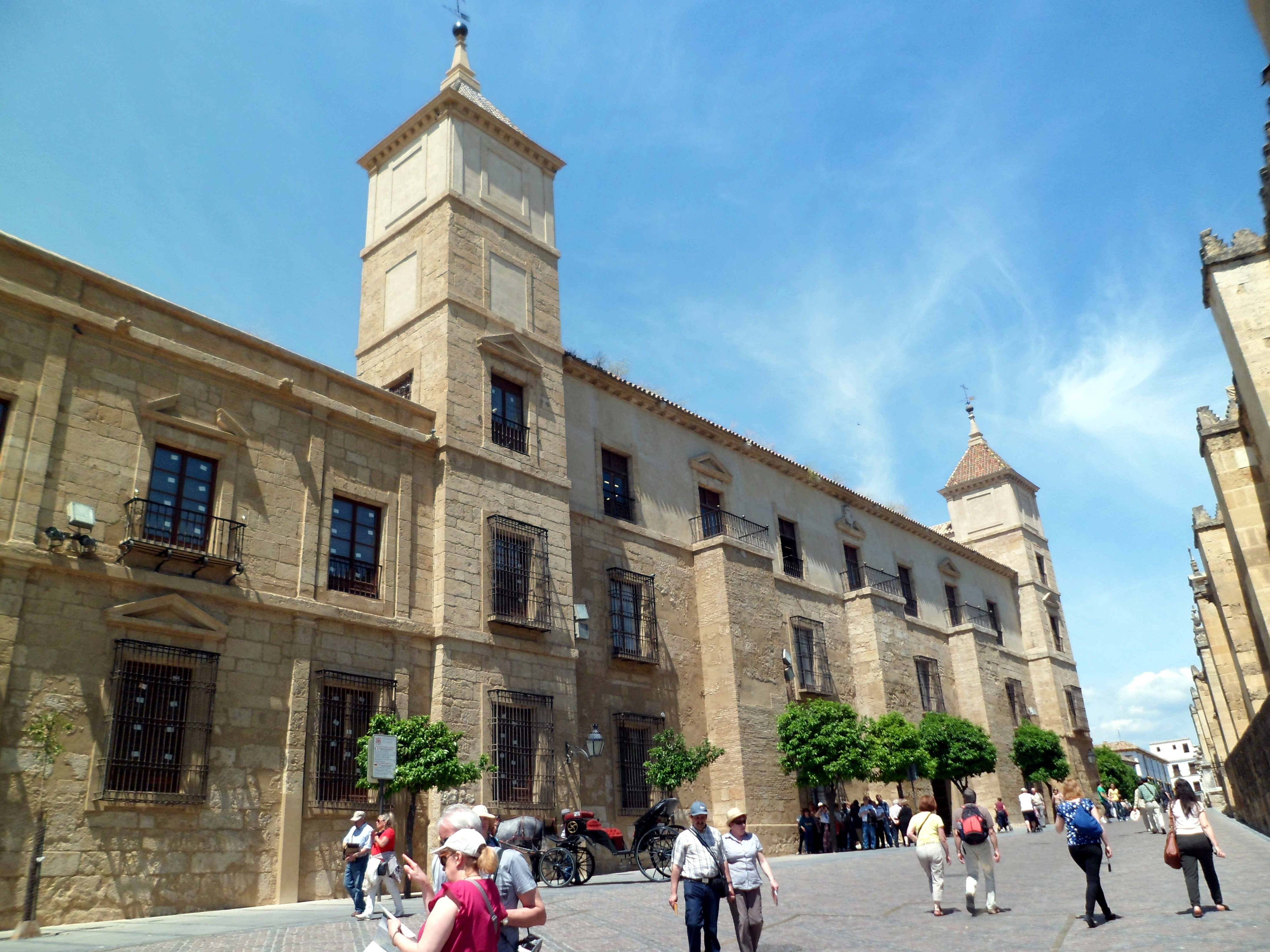
El Palacio Episcopal de Córdoba también reutilizó antiguas estancias del antiguo alcázar y todavía pueden observarse algunos torreones con sillares originales.

Tras la conquista cristiana de la ciudad por Fernando III en 1236, una parte del Alcázar fue donada al obispo de Córdoba, donde se fundó el Palacio Episcopal y otras estructuras religiosas, aprovechando restos de la muralla del alcázar que actualmente pueden verse integrados en la fachada del propio palacio, así como en parte del palacio de Congresos. Igualmente, en un pequeño patio al que se accede desde el patio principal de dicho palacio puede verse uno de los torreones que protegían el lienzo norte del alcázar. Por otro lado, la parte monárquica se convirtió en el Alcázar de los Reyes Cristianos, residencia de los monarcas de la Corona de Castilla, perdiendo la mayor parte de su estructura.

## Descripción

### Sabat
El Alcázar andalusí estaba unido a la Mezquita aljama de Córdoba a través de un sabat o pasadizo secreto para que el emir o el califa pudiera acceder al mihrab del templo sin ser visto. El primer sabat fue construido por el emir Abdalá I (888-912), que fue reemplazado por el califa al-Hakam II (961-976) cuando se amplió la mezquita.

### Puertas
Sobre la configuración del Alcázar se conocen pocos detalles, incluyendo los nombres de algunos palacios y jardines gracias a historiadores como Ibn Idari y Ibn Bashquwal, y más tarde por al-Maqqari. Según Ibn Idari existieron dos puertas de acceso en su muralla: la puerta del Hierro (Bab al-Hadid) y la puerta del Embarcadero (Bab al-Sudda). La puerta del Embarcadero era la puerta meridional, junto al río Guadalquivir, y era el acceso principal del palacio. Estaba precedida por una plaza pública en la que se realizaban ejecuciones y desfiles militares. La puerta albergaba un balcón o plataforma (sath) desde donde el califa Abderramán III observaba los eventos. Las cabezas de los enemigos ejecutados también se mostraban y había una cárcel en las inmediaciones. La puerta del Hierro, localizada al norte, era denominada así por sus aldabas o picaportes provenientes de una puerta de Narbona, que fue conquistada brevemente por los musulmanes en el siglo VIII.
Ibn Bashquwal nombra tres accesos adicionales: la puerta del Jardín (Bab el-Jinan), la puerta de la ciudad (Bab al-Quriya) y la puerta de la Mezquita (Bab al-Jami'). La puerta del Jardín era otro acceso sur, donde se construyó un gran pabellón de recepción que podía observarse desde el río. La puerta de la Mezquita se encontraba cerca del sabat o pasadizo, mirando hacia la Mezquita aljama. Existen otras puertas que los historiadores intentan situar, como por ejemplo la puerta de Sevilla (Bab al-Ishbiliya) y la puerta del León (Bab al-Siba') que se situaban al oeste, la puerta del Río (Bab al-Wadi) al sur, y la puerta de los Baños (Bab al-Hammam), que se encontraba cerca de los Baños califales al norte. La puerta de la Justicia (Bab al-'Adil), localizada en el extremo sureste de los palacios, cerca de la Mezquita, era denominada así ya que los ciudadanos se acercaban para presentar sus peticiones al emir y este daría justicia.

### Interior
Dentro de las murallas, la distribución del Alcázar apenas se conoce, aunque se tiene más información de la época emiral que de la califal. Hubo numerosas estructuras y pabellones que albergaron las residencias de los gobernantes así como las oficinas para administrar el estado. La Casa de los Visires o de los Ministros (Dar al-Wuzara) era un edificio oficial ubicado cerca de la puerta del Embarcadero. La sala de audiencias principal o sala del trono, denominada la Sala Perfecta (Majlis al-Kamil), también se localizaba cerca. El complejo también incluía grandes zonas de jardines, de los cuales uno era la rauda o cementerio real, localizado cerca de la puerta del Jardín. Este jardín albergaba el Palacio del Jardín (Dar ar-Rawda), construido por Abderramán I o quizás Abderramán III. Entre los emires enterrados aquí se encuentran Abderramán I (788), Hisham I (796), Al-Hakam I (822), Abderramán II (852), Muhammad I (886) y Abdalá I (912), así como el califa Abderramán III (961) y el califa hamudí Alí (1018). En la parte septentrional del Palacio del Jardín existía otra sala o pabellón conocida como la Sala Luminosa (Majlis al-Zahir). Finalmente, otros edificios destacables eran los Baños califales y la famosa biblioteca, ambos creados por al-Hakam II.